# Františka Bourbon-Lobkovicová
Kněžna Marie Františka Bourbon-Lobkovicová, rozená Bourbonsko-Parmská (francouzsky Françoise de Bourbon-Lobkowicz, * 19. srpna 1928, Paříž) je francouzská šlechtična, humanitární pracovnice a zakladatelka Maltézského sdružení v Libanonu (Malte Liban Association). Pochází z knížecího rodu Bourbon-Parma a po sňatku s Eduardem z Lobkovic má rovněž titul kněžny z Lobkovic.

## Raný život a rodina
Narodila 19. srpna 1928 v Paříži jako Marie Františka Antoinetta Jana Magdaléna, kněžna Bourbonsko-Parmská (Marie-Françoise Antoinette Jeanne Madeleine de Bourbon-Parma), dcera knížete Františka Xavera Bourbonsko-Parmského a jeho manželky Madeleine Bourbonsko-Bussetské.
Její otec byl titulární vévoda z Parmy a Piacenzy, karlistický pretendent španělského trůnu a hlava bourbonsko-parmské dynastie.
Její matka, dcera Georgese Bourbonsko-Bussetského, hraběte z Lignières, byla z dynastické linie Bourbon-Busset z královského rodu Bourbonů. Je přímým potomkem francouzských králů Ludvika IX. a Ludvika XIV. a sestrou vévody Karla Huga Parmského, kněžny Marie Terezy a knížete Sixta Jindřicha.
Během německé okupace Francie byl její otec zatčen nacisty a deportován do koncentračního tábora Dachau. Marie Františka uprchla do Rakouska. Později pomáhala k útěku Maďarů za sovětské okupace v roce 1956. Poté se usadila v západním Berlíně, aby pomohla uprchlíkům ze SSSR. 

## Manželství a děti
11. prosince 1959 se Marie Františka vdala za knížete Eduarda z Lobkovic (občanský obřad v Bessonu / Allier) a 7. ledna 1960 se v pařížské katedrále Notre-Dame konal náboženský obřad, první svatba Bourbonů v tomto chrámu od svatby Karla Ferdinanda s kněžnou Marií Karolinou Neapolsko-Sicilskou v roce 1816. Mezi svatebními hosty byli např. vévoda z Windsoru (pozdější král Eduard VIII.) s manželkou, velkovévoda Jan Lucemburský, kníže Louis Napoléon Bonaparte, někdejší císařovna a česká královna Zita Bourbonsko-Parmská se synem korunním princem Otou Habsbursko-Lotrinským. Následná svatební hostina se konala v Hotelu Ritz v Paříži.
Páru se narodily čtyři děti: 
- Kníže Maria Eduard-Xaver Ferdinand August Gaspar (18. října 1960, Paříž – 27. dubna 1984, Ivry-sur-Seine), zavražděn [11]
- Kníže Maria Robert Emanuel Josef Michael Benedikt Melchior (31. prosince 1961, Paříž – 29. října 1988, Bhannes, Libanon), zemřel na mozkový nádor. [12]
- Kníže Maria Karel Jindřich Hugo Xaver Benedikt Michael Eduard Josef Baltazar (* 17. května 1964, Paříž)
- Kněžna Marie Gabriela Anita Olga Tereza z Lisieux Gaspara (* 11. června 1967, Paříž), členka řádu Malých sester chudých.

Její manžel Eduard zemřel v roce 2010.

## Humanitární činnost
V roce 1980 se s rodinou přestěhovala do Libanonu, kde byl její manžel jmenován velvyslancem Suverénního vojenského řádu Maltézských rytířů. V Libanonu se zapojila do výstavby a rozvoje dvanácti zdravotně-sociálních řádových center. V roce 1987 založila sdružení Malte Liban Association, které získává peníze pro lékařské kliniky určené pro chudé.
Marie Františka byla od roku 1990 do roku 1995 členkou delegace Organizace spojených národů v Saint-Siège.